# كريستين ميخائيل
كريستين ميخائيل (بالإنجليزية: Christine Michael)‏ هو لاعب كرة قدم أمريكية أمريكي، ولد في 9 نوفمبر 1990 في بومونت في الولايات المتحدة.

## وصلات خارجية
- كريستين ميخائيل على موقع مرجع كرة القدم المحترفة.كوم (الإنجليزية)